# Bento Hinoto
Alberto "Bento" Hinoto (Itaquaquecetuba, 4 de agosto de 1970 – São Paulo, 2 de março de 1996) foi um músico nipo-brasileiro, notório por ter sido o guitarrista da banda Mamonas Assassinas.
Iniciou sua carreira em 1989 ao se juntar aos irmãos Sérgio e Samuel Reoli na banda Utopia. Em 1994, já com os músicos Dinho e Júlio Rasec na formação, alteraram o nome do grupo para Mamonas Assassinas e assumiram um estilo cômico.
Com a banda, gravou apenas um álbum, Mamonas Assassinas, lançado em 1995. Este foi o único lançamento do grupo em vida, já que todos os integrantes morreram em 1996, em decorrência de um acidente aéreo de comoção nacional que também envolveu todas as outras pessoas que viajavam na aeronave Learjet 25D, que se chocou contra a Serra da Cantareira na noite de 2 de março de 1996.

## Primeiros anos
Alberto Hinoto nasceu em Itaquaquecetuba, na Região Metropolitana de São Paulo, no dia 4 de agosto de 1970, filho de Shizuo e Toshiko Hinoto. Hinoto foi registrado três dias depois de seu nascimento, em 7 de agosto.

## Carreira

### Anos 1980: Adolescência, início na música e educação

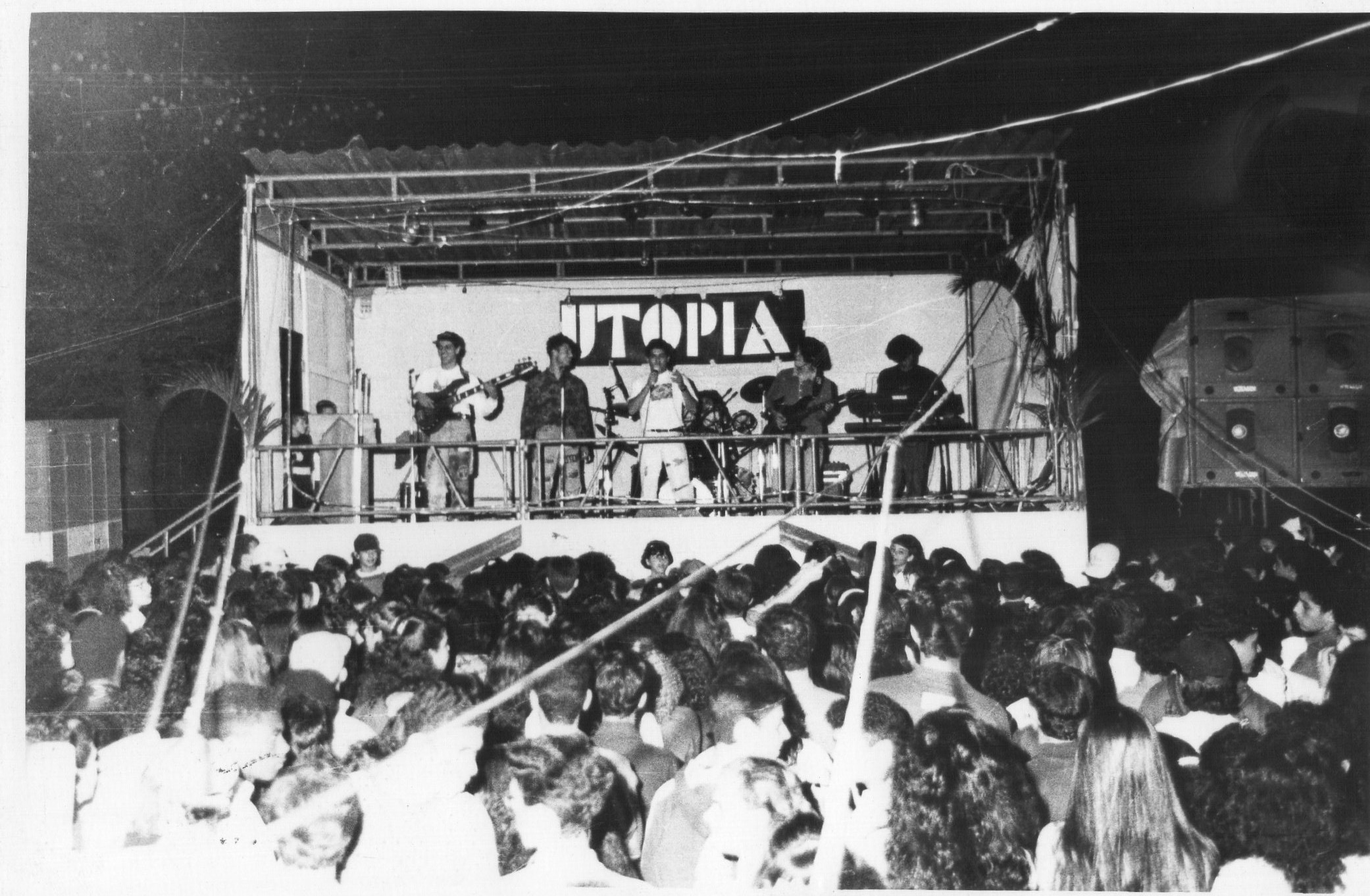
Bento (a quarta pessoa, da esquerda para a direita) se apresentando com a banda Utopia em meados do início dos anos 90.

Bento se interessou pela música quando ganhou seu primeiro violão, aos 14 anos. Dois anos depois, sua mãe lhe trouxe uma guitarra de presente do Japão e Maurício, seu irmão, ensinou-lhe algumas técnicas. Alberto ficou obcecado pelo instrumento, o que o levou a desenvolver habilidades técnicas avançadas que viria a usar em seus solos, como na música "Débil Metal".
Foi o único do grupo a ter frequentado a universidade. O músico ele cursou física na Universidade de Guarulhos até o terceiro ano, porém não se formou. Além de tocar guitarra, Bento Hinoto tinha algumas habilidades com o baixo elétrico.

### 1989–96: Utopia e Mamonas Assassinas
Conheceu Sérgio Reoli pelo seu irmão Maurício que descobriu que Sérgio era baterista e o apresentou para o irmão que já tocava guitarra. Em março de 1989, iniciavam a carreira na banda Utopia os músicos Sérgio, Samuel e Bento Hinoto. Em julho de 1990, o vocalista Dinho entrou no grupo após ser elogiado pelo público quando cantou Sweet Child o' Mine – canção que o trio inicial não cantava por não saberem cantar em inglês – durante uma apresentação. Em 1990, Márcio Araújo passou a integrar a banda. O então tecladista saiu com pouco tempo de carreira no grupo para focar nos estudos. Assim, foi chamado Júlio Rasec. Em 1994, o nome da banda foi alterado para Mamonas Assassinas e a carreira durou até março de 1996.

## Vida pessoal
Bento tinha uma vida pessoal reservada, mas sabe-se que uma ex-namorada do músico ficou grávida antes da morte dele, sofrendo um parto prematuro após saber do acidente. O filho do guitarrista não sobreviveu.

## Morte

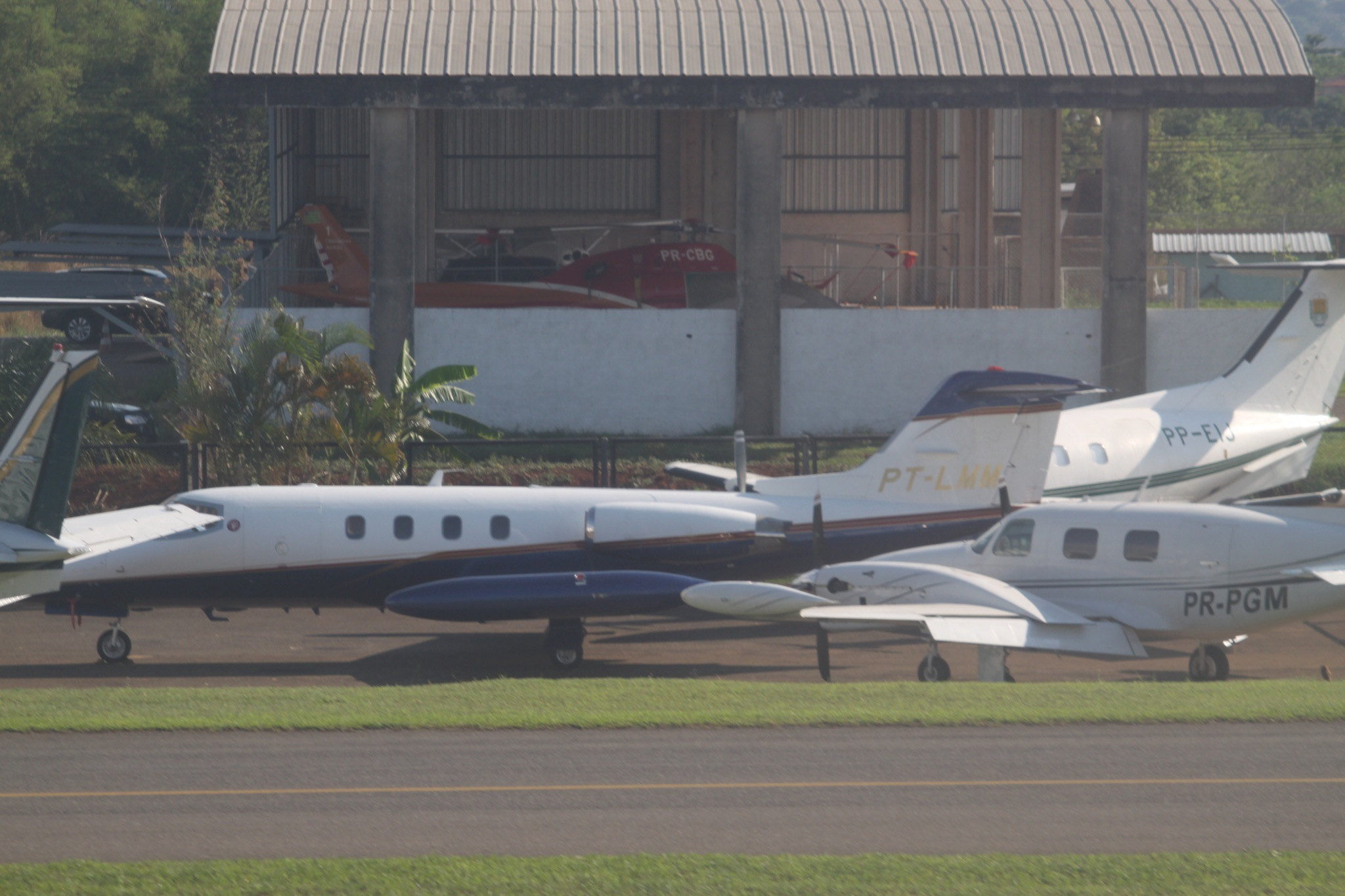
Modelo semelhante ao avião no qual viajava a banda Mamonas Assassinas, incluindo o guitarrista Bento, no momento do acidente.

Bento Hinoto morreu precocemente aos 25 anos em 2 de março de 1996, vítima de um acidente aéreo que também matou Dinho, Júlio Rasec, Samuel Reoli e Sérgio Reoli, membros da banda, além de todos os outros tripulantes presentes na aeronave.
Em 2 de março de 1996 as 21h58, Bento e os outros integrantes da banda Mamonas Assassinas partiram após um show em Brasília. Os músicos partiram em um Learjet 25D prefixo PT-LSD com destino a Guarulhos, na grande São Paulo.
A aeronave, já próxima do destino, arremeteu em contato com a torre de controle, após o piloto informar que havia condições visuais para tal. Foi realizada, então, uma curva para a esquerda, mas a direção correta para chegar ao aeroporto era à direita. Então, por volta das 23h16, a aeronave que transportava a banda colidiu com a Serra da Cantareira, no norte da cidade de São Paulo. A colisão provocou a morte de todas as pessoas que estavam presentes no avião.

### Homenagens
Entre outras homenagens, sua cidade natal deu seu nome à antiga Estrada de Santa Isabel, a SP-56, que liga Itaquaquecetuba a Arujá. Em 2011, foi a vez da cidade de Guarulhos prestar sua homenagem alterando o nome da "Rua dos Japoneses" para "Rua Alberto Hinoto", endereço no qual Bento adquiriu um apartamento para sua família antes do acidente. Chikara Hinoto, irmão de Bento, reformou uma casa, transformando-a num memorial completamente igual à idealização feita pelo músico dias antes do acidente. Outro irmão de Bento, Maurício, batizou seu filho nascido em 1998 com o mesmo nome do falecido irmão, Alberto. Eventualmente conhecido como Beto, ele também se tornou guitarrista e interpretou o tio em Mamonas Assassinas - O Filme.

## Características artísticas

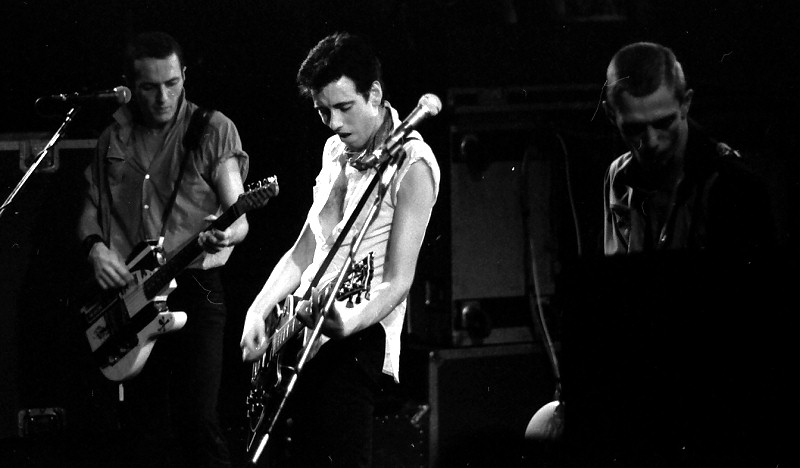
O riff de "Should I Stay or Should I Go", da banda The Clash (na imagem) foi tocada por Bento em "Chopis Centis".

No filme Mamonas para sempre, o produtor da banda, Rick Bonadio, afirma que Bento era "o melhor músico do grupo e era o cara que dirigia, conduzia os arranjos". Seus riffs tinham inspirações em outras canções populares, como "Chopis Centis", que se inicia com a melodia de "Should I Stay or Should I Go", da banda The Clash. Além da música, era notável por seu cabelo rastafári.

### Instrumentos
Hinoto utilizava uma guitarra Tagima que leva seu próprio nome, criada pelo próprio fundador da marca, que afirmou que “ele [Bento] me pediu uma guitarra ‘assim, assado e tal’. Deu um baita trabalho, mas ficou perfeita. E foi um instrumento pensado com bastante carinho e cuidado. Bento era um guitarrista excepcional e sua arte inspirou e alegrou milhões de brasileiros. Foi uma honra e um orgulho imenso ter feito esse instrumento”. Em programas televisivos, como no Domingão do Faustão, apareceu utilizando também um amplificador Marshall JCM900 4100.